# Pierre Belon
Pour les articles homonymes, voir Belon.
Pour l’article ayant un titre homophone, voir Pierre Bellon.
Pierre Belon, né en 1517 au lieu-dit La Souletière à Cérans-Foulletourte près du Mans et mort en avril 1564, est un naturaliste français. Esprit très en avance sur son époque, il est considéré comme l'un des plus grands scientifiques du XVIe siècle.

## Biographie
D'origine modeste, Belon devient apothicaire auprès d'éminents ecclésiastiques : l'évêque du Mans, René du Bellay, Guillaume du Prat et l'archevêque de Lyon, François II de Tournon. Cela lui permet de se consacrer à ses recherches scientifiques.
Il suit les cours de botanique de Valerius Cordus à Wittenberg et voyage avec lui en Allemagne. On raconte qu'il est arrêté à son retour, soupçonné de luthéranisme ; mais un admirateur de Ronsard fait libérer Belon, ami du poète. Il s'intéresse aussi à l'ichtyofaune et écrit l'un des premiers traités illustrés sur les poissons des cours d'eau de France.
En 1538, il s'occupe du jardin de Touvoie « une vaste pépinière d'arbres et d'arbustes exotiques », l'un des premiers jardins botaniques de France.
Avant son voyage également, il écrit un abrégé de L'histoire des plantes de Leonhart Fuchs, qui sera traduit en espagnol.

### Voyage au Levant

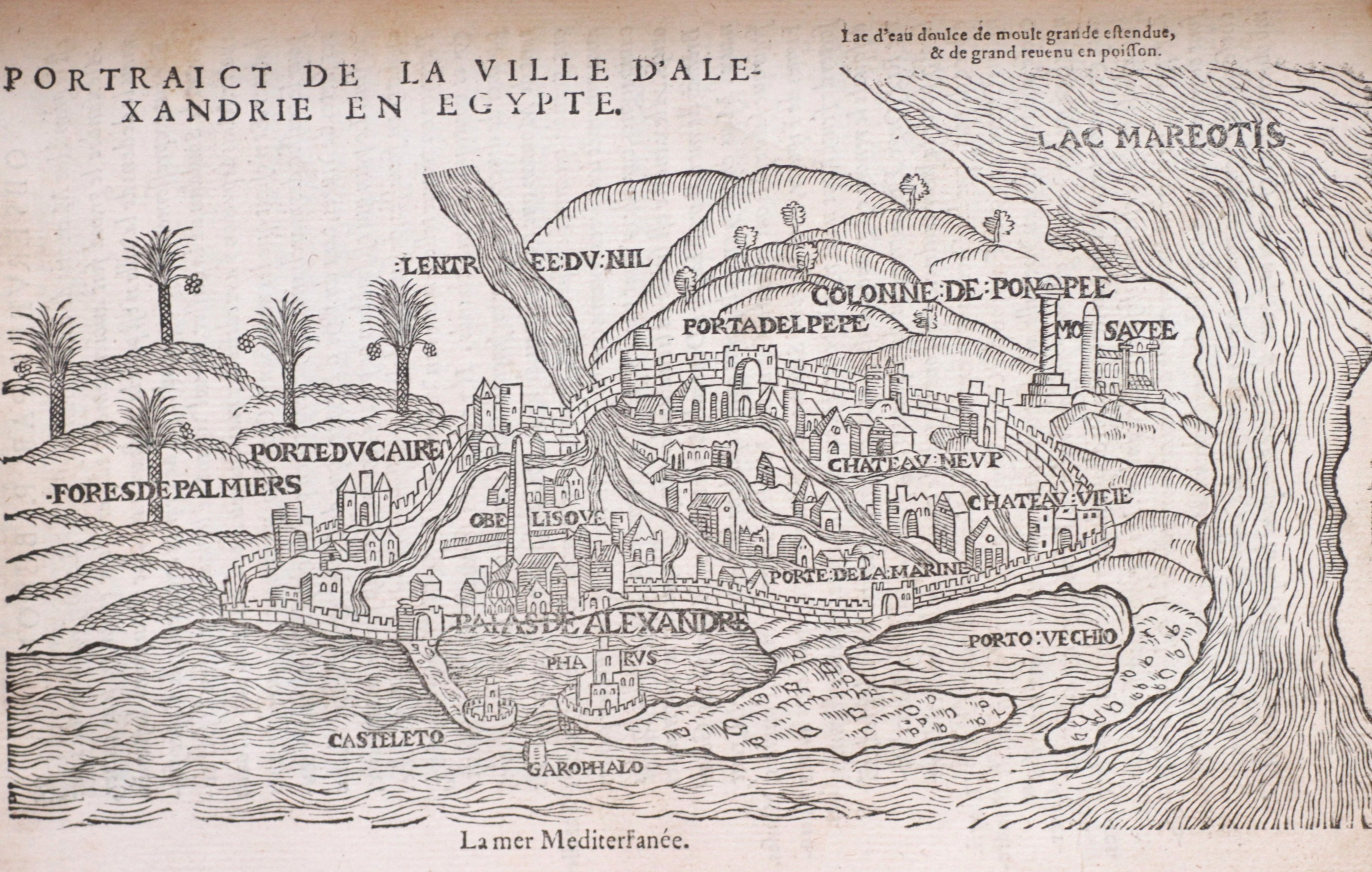
La ville d'Alexandrie, illustration des Observations de plusieurs singularités, 1553

Belon accompagne ensuite deux ambassadeurs de François Ier auprès de Soliman Ier le Magnifique. Il parcourt le Levant de 1546 à 1549. Ce voyage en Grèce où il visite le mont Athos, en Turquie, en Égypte, où il explore Alexandrie et Le Caire, en Judée, en Arabie et en Palestine par l'isthme de Suez, permet à Belon, curieux de tout, de rapporter un grand nombre d'observations sur l'histoire naturelle ainsi qu'en archéologie et sur les mœurs des habitants. Ainsi, il s'intéresse aux procédés employés pour la momification des corps. Il s'intéresse notamment à l'usage de l'opium fait par les Turcs.
Il s'agit de l'un des premiers voyages naturalistes de l'histoire. Il s'arrête ainsi dans les Îles grecques, à la recherche des plantes décrites par Dioscoride. Il revient en France en 1549, et obtient du roi Henri II une pension de deux cents écus, qui lui permet de poursuivre ses recherches. Il relate son voyage dans Voyage au Levant, les observations de Pierre Belon du Mans, de plusieurs singularités et choses mémorables, trouvées en Grèce, Turquie, Judée, Égypte, Arabie et autres pays estranges, édité en 1553.

### Fin de vie
Belon fait un autre voyage, en 1557, en Italie, en Savoie, dans le Dauphiné et en Auvergne.
Charles IX lui fournit un logement au château de Madrid dans le bois de Boulogne.
Il meurt de façon mystérieuse à 49 ans, sans doute assassiné par un rôdeur en avril 1564, alors qu'il traverse le bois de Boulogne.

## Contributions

### Animaux marins
Il publie de remarquables études sur les animaux marins : L'histoire naturelle des estranges poissons marins, avec la vraie peincture et description du daulphin, et de plusieurs autres de son espèce, en 1551, et La Nature et diversité des poissons, avec leurs pourtraicts représentez au plus près du naturel, en 1555. Le terme de poisson y regroupe tous les animaux marins : de la baleine à l'otarie, du crustacé à l'anémone en passant par l'hippopotame ou la loutre. Il semble probable qu'il rassemble là les animaux considérés par l'Église catholique comme consommables les jours maigres. Mais cette hypothèse n'explique pas pourquoi il évoque même le caméléon. Malgré cela, il tente d'établir un embryon de classification, notamment en évoquant les vrais poissons et leurs subdivisions basées sur des observations anatomiques : cartilage ou squelette osseux, ovipare ou vivipare. Sa classification est meilleure que celle de Guillaume Rondelet (publiée trois ans après la sienne) et mieux observée. Pierre Belon décrit, pour la première fois en Europe, de nombreux animaux alors inconnus. Il décrit environ 110 espèces de poissons.

### Oiseaux

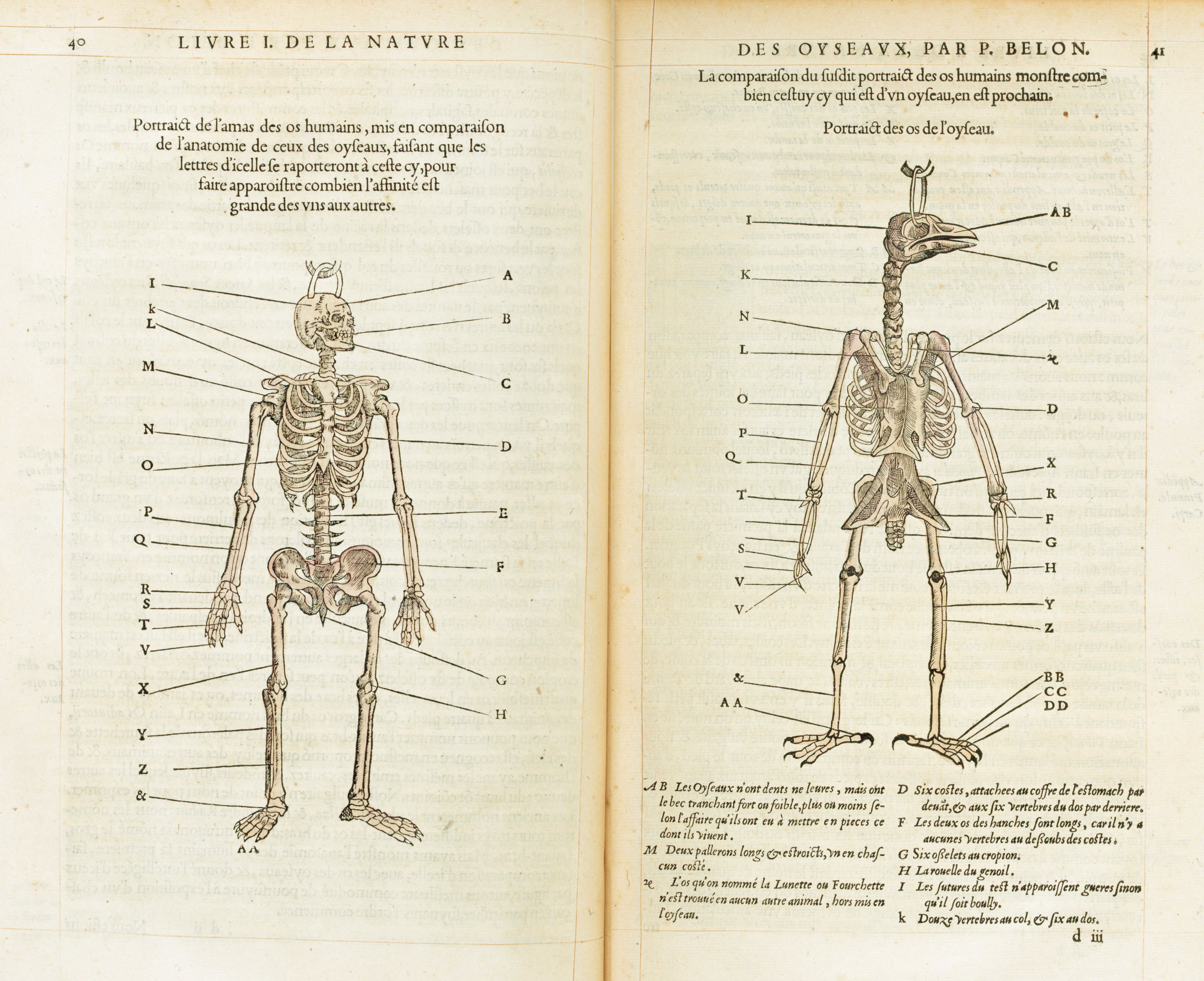
Planche comparant le squelette d'un être humain et celui d'un oiseau, extraite de lHistoire de la nature des oyseaux

Son Histoire de la nature des oyseaux, avec leurs descriptions et naïfs portraicts retirez du naturel de 1555 est supérieure. Dans ce traité, de 381 pages, il décrit tous les oiseaux qu'il connaît. Il les regroupe suivant leur comportement et leur anatomie : les oiseaux de proie, les oiseaux d'eau, les omnivores, les petits oiseaux, subdivisés à leur tour en insectivores et en granivores. L'ouvrage comporte 14 gravures.
Belon connaît moins de langues que Conrad Gessner, mais, ses observations sont bien meilleures, étayées notamment par des observations dans la nature, ainsi que des descriptions anatomiques résultant manifestement de nombreuses dissections. Il compare les becs et les serres, tente de rassembler des formes anatomiques communes. Il compare le squelette d'un être humain et d'un oiseau, ce qui est la première tentative d'anatomie comparée. Cette idée ne sera reprise que quelques centaines d'années plus tard par Félix Vicq d'Azir et Étienne Geoffroy Saint-Hilaire. Mais Belon lui-même n'exploite que fort peu ses observations sur les similarités entre ces deux squelettes et n'en tire pas de conclusion pratique. De plus, il commet des erreurs notables, comme de placer les chauves-souris dans la catégorie des oiseaux.
Son livre est maintes fois vanté dans les siècles suivants, pourtant il reste presque ignoré par ses contemporains car, la même année, paraît l’Historia animalium de Conrad Gessner. Parfois des descriptions de certaines espèces ne coïncident pas avec les illustrations, ce qui porte confusion chez les auteurs ultérieurs.
Son second livre d'ornithologie est Pourtraicts d'oyseaux publié à Paris, en 1557. Il comporte 174 gravures, la plupart faites à partir des propres dessins de Belon.

### Plantes

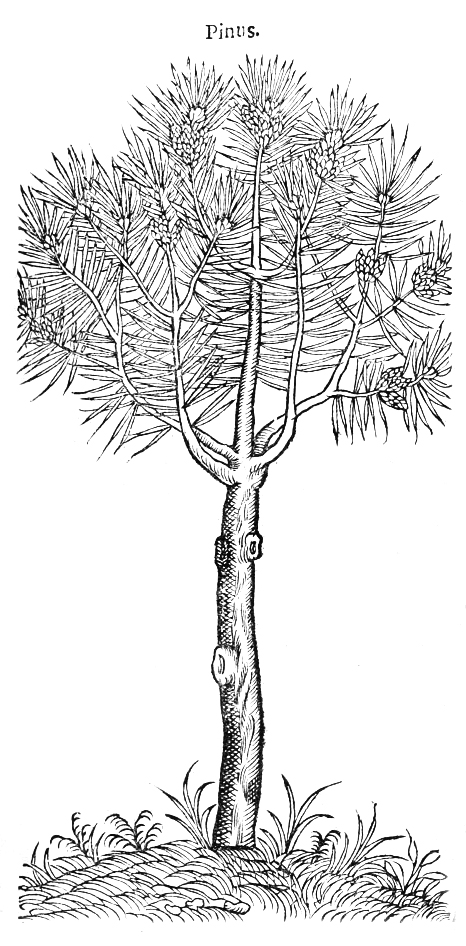
Pinus, De Arboribus Coniferis (1533).

Il s'intéresse également à la botanique et, notamment, à l'acclimatation des végétaux exotiques. Il publie, en 1553, un traité sur les conifères et autres végétaux à feuillage persistant (De arboribus coniferis, resiniferis, aliisque, nonnullis sempiterna fronde virentibus...), l'un des premiers traités sur ces végétaux. En 1558, il préconise dans Les Remonstrances sur le défault du labour et culture des plantes et de la cognoissance d'icelles... l'acclimatation des végétaux exotiques ; c'est lui d'ailleurs, qui, le premier en France, sème des platanes.
On lui doit l'introduction en France de l'arbre de Judée, du chêne-liège, du pistachier, du cèdre, du jujubier, du genévrier d'orient, et de la myrte. Dans ses descriptions de botanique, sans doute influencé par ses connaissances d'apothicaire, il accorde une grande attention aux propriétés thérapeutiques des végétaux qu'il cite.
Il est le premier à citer de nombreuses plantes du Moyen-Orient comme Platanus orientalis, Umbilicus pendulinus, connu aussi sous le nom de cotyledon, Acacia vera, Caucalis orientalis, etc. Il s'intéressera à l'acclimatation du platane d'Anatolie dans le domaine de Touvoie, qui ne réussira que lorsque Buffon le fera planter dans le jardin du Roi.

## Œuvres

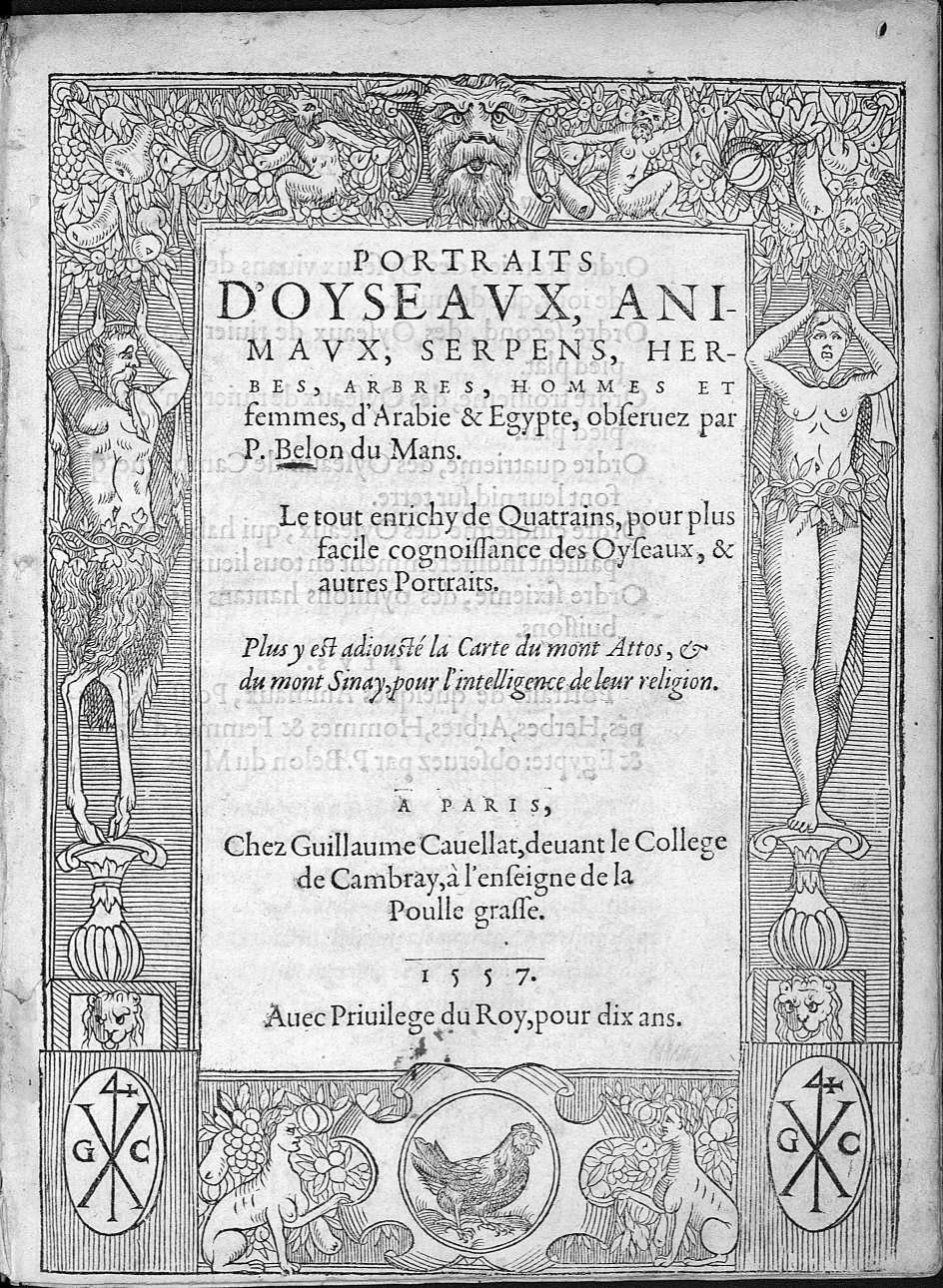
Portraits d'oyseaux, animaux, serpens, herbes, arbres, hommes et femmes, d'Arabie et Egypte, 1557

### Œuvres originales
- L’histoire naturelle des estranges poissons marins, avec la vraie peincture et description du Daulphin, et de plusieurs autres de son espèce, observée par Pierre Belon du Mans, Paris, R. Chaudière, 1551
- De aquatilibus libri duo cum iconibus ad vivam ipsorum effigiem quoad ejus fieri potuit expressis [« Deux livres sur les êtres aquatiques, avec des images les représentant vivants autant qu’il a été possible »], Paris, Ch. Estienne, 1553
- De arboribus coniferis resiniferis, aliis quoque nonnullis sempiterna fronde virentibus, Paris, G. Cavellat, 1553
- De admirabili operum antiquorum et rerum suspiciendarum praestantia liber primus. De medicato funere seu cadavere condito et lugubri defunctorum ejulatione liber secundus. De medicamentis nonnullis servandi cadaveris vim obtinentibus liber tertius, Paris, G. Cavellat, 1553
- La nature et diversité des poissons, avec leurs pourtraictz représentez au plus près du naturel, Paris, Ch. Estienne, 1555
  - Philippe Glardon, L'histoire naturelle au XVIe siècle : introduction, étude et édition critique de La nature et diversité des poissons de Pierre Belon (1555), Genève, Droz, 2011  (ISBN 9782600014380 et 2600014381)
- L’histoire de la nature des oyseaux, avec leurs descriptions et naïfs portraicts retirez du naturel, escrite en sept livres, 1555[13]
  - Édition en fac-similé avec introduction et notes par Philippe Glardon, Genève, Droz (T.H.R. 306), 1997
- Les observations de plusieurs singularitez et choses mémorables trouvées en Grèce, Asie, Judée, Égypte, Arabie et autres pays estranges, rédigées en trois livres, Paris, G. Corrozet, 1553
  - Plurimarum singulari & memorabilium rerum in Graecia, Asia, Aegypto, Iudae, Arabia, aliisq. exteris provinciis ab ipso conspectarum observationes : Tribus libris expressae ; De neglecta stirpium cultura, atque earum cognitione libellus, trad. Charles de L'Écluse, Anvers, Christophe Plantin, 1589 — Aussi dans Exoticorum libri decem de de L'Écluse, 1605, p. 489
  - Les observations de plusieurs singularites & choses memorables, trouvees en Grece, Asie, Judee, Égypte, Arabie, & autres pays etranges, redigees en trois livres. Revues derechef, & augmentees de figures, avec une nouvelle table de toutes les matieres traitees en iceux, Anvers, Jean Steelsius (Christophe Plantin), 1555
  - Édition en allemand dans : Heinrich Eberhard Gottlob Paulus (dir.), Sammlung der merkwürdigsten Reisen in den Orient, Iena, Cuno, 1792–1803
  - Voyage au Levant (1553). Les observations de Pierre Belon du Mans, texte établi et présenté par Alexandra Merle, Chandeigne, 2001
  - Travels in the Levant : the observations of Pierre Belon of Le Mans on many singularities and memorable things found in Greece, Turkey, Judaea, Egypt, Arabia and other foreign countries (1553), dir. Alexandra Merle et James Hogarth, Kilkerran, Scotland, Hardinge Simpole, 2012
- Portraicts d’oyseaux, animaux, serpens, herbes, arbres, hommes et femmes d’Arabie et d’Égypte observez par P. Belon du Mans, le tout enrichi de quatrains pour la plus facile cognoissance des Oyseaux et autres portraicts, plus y est adjousté la Carte du Mont Attos et du Mont Sinay pour l’intelligence de leur religion, Paris, G. Cavellat, 1557.
- Les Remonstrances sur le default du labour et culture des plantes, et de la cognoissance d'icelles, contenant la maniere d'affranchir et appriuoiser les arbres sauuages, 1558Premier ouvrage d'agriculture écrit en langue française[14]. Belon se concentre sur les arbres sauvages ; il propose d'en apprivoiser plusieurs.
  - De neglecta stirpium cultura, atque earum cognitione libellus : edocens qua ratione siluestres arbores cicurari & mitescere queant, trad. Charles de L'Écluse, Christophe Plantin, 1589
- Cronique de P. Belon du Mans, médecin, manuscrit 4651, Bibliothèque de l'ArsenalRéécrite plusieurs fois, cette œuvre (1562-1565) défend le camp catholique. Belon y reprend les matériaux de sa relation de voyage, qu'il utilise comme autant d'arguments.
  - Édition critique par Monica Barsi : L'énigme de la Chronique de Pierre Belon, Milan, Edizioni universitarie di lettere (Sezione di francesistica), 2001, 390 p.  (ISBN 88-7916-168-7)

### Traductions
- Histoire des plantes de M. Leonhart Fuschsius, avec les noms grecs, latins, & francoys. Augmentees de plusieurs portraictz, avec ung extraict de leurs vertuz (en lieu, & temps) des plus excellens Autheurs. Nouvellement traduict en francoys par Pierre Belon[15], Paris, Pierre Haultin, 1549[16]

## Honneurs
- Ronsard parle ainsi de son ami[17] Belon :

Combien Belon [...]

Doit avoir en France aujourd'huy

D'honneur, de faveur et de gloire,

Qui a veu ce grand univers,

et de longueur et de travers

et la gent blanche et la gent noire,
- Un genre de la famille des Gesneriaceae a été nommé Bellonia en son honneur par Charles Plumier ; l'appellation a été reprise par Linné[19].
- En France, le canard Tadorne de Belon est ainsi nommé en son honneur.
- Une statue de Belon se trouve à Cérans-Foulletourte depuis 1887[20].
- Une rue et une école élémentaires, au Mans, portent son nom.